# Олександр (виноград)
Олександр (також відомий як виноград Таскера ) — це стихійне схрещування лоз, з яких виготовляли перші комерційні вина в Америці. Це було виявлено в 1740 році в районі Спринггетсбері, Філадельфія, у винограднику, де Джеймс Олександр (пом. 1778), садівник Томаса Пенна, спочатку висаджував живці Vitis vinifera у 1683 р. Він був популяризований родиною Бартрам у саду Бартрама, Філадельфія, і широко розповсюджений після Американської революції Вільямом Бартрамом.
Виноград Олександр — гібридний виноград Vitis labrusca та іншого виду, яким, ймовірно, може бути Vitis vinifera.

## Історія
У 18 столітті та більшій частині 19 століття не можна було вирощувати європейський виноград просто неба у східній частині Північної Америки. Олександр поєднав стійкість до хвороб та шкідників винограду Північної Америки з деякими кращими якостями європейського винограду. Це був прийнятний виноград для масштабних насаджень та виробництва вина. Олександр став основою для першої успішної північноамериканської виноробної промисловості на більшій частині східного узбережжя, в Пенсільванії в 1790-х, у Вірджинії, Меріленді, Нью-Джерсі, Огайо та в Індіані в 1806 році.
Виноград Олександр може вимерти, і невідомо, чи існує ще якийсь живий матеріал сорту.

## Синоніми
Олександр також відомий під синонімами Александрія, Чорний мис, Чорний виноград, Бак Виноград, Мис, Мис Виноград, Кліфтонова Констанція, Кліфтонська Ломбардія, Колумбійська, Констанція, Фаркерс Виноград, Мадейра Йоркська, Ротрок, Ротрок Принца, Шуйлкілл, Шуйлкілл Мускадель , Schuylkill Muscadine, Springmill Constantia, Виноград Таскера, Вевай, Вевай Вінне, Вінне та Йорк Лісабон. 

### Інші сорти винограду
Олександр також є синонімом іншого американського гібридного сорту винограду Ізабела. Існує також окремий сорт винограду Олександр Озимий.